# ژلبسکه خوالوویتسه
ژلبسکه خوالوویتسه (به لاتین: Žlebské Chvalovice) یک منطقهٔ مسکونی در جمهوری چک است که در شهرستان خرودیم واقع شده‌است. ژلبسکه خوالوویتسه ۹۲ نفر جمعیت دارد.